# Gonzalo Collao
Gonzalo Collao Villegas (Coquimbo, 9 settembre 1997) è un calciatore cileno, portiere dell'Audax Italiano.

## Carriera

### Club
È cresciuto nelle giovanili dell'Universidad de Chile.

### Nazionale
Nel 2017 ha preso parte al campionato sudamericano Under-20, disputando 4 incontri.
Ha esordito con la nazionale maggiore cilena il 31 maggio 2018 in occasione dell'amichevole persa 3-2 contro la Romania.

## Statistiche

### Cronologia presenze e reti in nazionale
| Cronologia completa delle presenze e delle reti in nazionale ― Cile | Cronologia completa delle presenze e delle reti in nazionale ― Cile | Cronologia completa delle presenze e delle reti in nazionale ― Cile | Cronologia completa delle presenze e delle reti in nazionale ― Cile | Cronologia completa delle presenze e delle reti in nazionale ― Cile | Cronologia completa delle presenze e delle reti in nazionale ― Cile | Cronologia completa delle presenze e delle reti in nazionale ― Cile | Cronologia completa delle presenze e delle reti in nazionale ― Cile |
| Data                                                                | Città                                                               | In casa                                                             | Risultato                                                           | Ospiti                                                              | Competizione                                                        | Reti                                                                | Note                                                                |
| ------------------------------------------------------------------- | ------------------------------------------------------------------- | ------------------------------------------------------------------- | ------------------------------------------------------------------- | ------------------------------------------------------------------- | ------------------------------------------------------------------- | ------------------------------------------------------------------- | ------------------------------------------------------------------- |
| 31-5-2018                                                           | Graz                                                                | Romania                                                             | 3 – 2                                                               | Cile                                                                | Amichevole                                                          | -3                                                                  |                                                                     |
| Totale                                                              |                                                                     | Presenze                                                            | 1                                                                   |                                                                     | Reti                                                                | -3                                                                  |                                                                     |